# Drácula (historieta de Fernando Fernández)
Drácula es una serie de historietas, adaptación de la novela homónima de Bram Stoker, realizada por el autor español Fernando Fernández para la revista "Creepy" entre 1982 y 1983.

## Trayectoria editorial
Tras su publicación en los números 36 a 48 de la edición española de Creepy, contó con varias ediciones en el extranjero y en álbum (España, Toutain Editor 1984).
En 2004 fue reeditada por Glénat España.

## Estilo
Respecto a su obra anterior, Zora y los hibernautas (1980-1982), supone una vuelta al montaje tradicional, de vinculación cinematográfica, y a la estructura de viñetas rectangulares, pero con un tratamiento pictórico todavía más acusado en el interior de las mismas.